# La gran gresca
La gran gresca (títol original en francès: La Grande Vadrouille) és una pel·lícula franco-britànica de 1966 dirigida per Gérard Oury.
La comèdia, que compta amb l'aparició del duo Bourvil i Louis de Funès com a estrelles principals, va ser durant més de 40 anys la pel·lícula francesa més exitosa, amb més de 17 milions d'espectadors al seu haver. El rècord va perdurar fins al 2008, superada per una altra comèdia, Benvinguts al nord, de Dany Boon. Tenint en compte també les produccions estrangeres projectades a França, La Grande Vadrouille es va mantenir com la pel·lícula més taquillera de França durant més de 30 anys, fins a ser superada per Titanic el 1998.
Tenint en compte la població francesa de l'època en la qual La Grande Vadrouille va ser estrenada, proporcionalment, la pel·lícula manté encara el lideratge sobre les altres pel·lícules franceses. Un 34% de la població francesa va veure La Grande Vadrouille, mentre que només un 31% va veure Benvinguts al nord.
La pel·lícula de Gérard Oury manté encara la segona posició en el palmarès de les pel·lícules més vistes de la història del cinema de França, superada només per Titanic i seguida per Allò que el vent s'endugué.
Ha estat doblada al català.

## Argument
Durant l'ocupació alemanya de França, un bombarder britànic és abatut per l'artilleria nazi quan sobrevolava París de retorn cap a Anglaterra.
Els cinc ocupants de l'avió es llancen amb paracaigudes però només tres d'ells logren escapar-se dels soldats alemanys: Sir Reginald Brook aterrissa al Parc zoològic de Vincennes, Peter Cunhingam cau a una bastida on coneix a un pintor de façanes que li presenta a la titellarie Juliette, i Alan Mac Intosh va a parar al teulat de l'Òpera Garnier i acaba trobant refugi a la cambra del director d'orquestra, Stanislas Lefort.
Malgrat la seva reticència inicial, tant Juliette com Lefort acaben ajudant als dos soldats britànics, que pretenen posar-se en contacte amb el tercer fugitiu, Sir Reginald Brook, com a pas previ per intentar una evasió conjunta cap a la zona lliure, des d'on podran retornar a la Gran Bretanya.
El pla de fuga, però, no es presenta com una tasca gens fàcil i el seu èxit es veu constantment amenaçat per la ininterrompuda presència de les tropes comandades pel suspicaç Achbach, un major de la Wehrmacht que segueix de molt a prop cada un dels passos dels fugitius.
La seva persistent recerca es veu finament recompensada amb la detenció de Peter a bord d'un tren. Però els altres fugitius, ajudats per un grup de monges, acaben trobant refugi a un convent i planifiquen després un contraatac amb el qual aconsegueixen alliberar al seu amic disfressats de soldats de la Wehrmacht.
El complicat intent d'evasió continua fins a culminar en una espectacular persecució en la qual els refugiats aconsegueixen pujar in extremis a uns planadors que els condueixen fins a l'anhelada zona lliure.

## Repartiment
| Actor / actriu original | Personatge fictici             |
| ----------------------- | ------------------------------ |
| André Bourvil           | Augustin Bouvet                |
| Louis de Funès          | Stanislas Lefort               |
| Terry-Thomas            | Sir Reginald ("Big Moustache") |
| Claudio Brook           | Peter Cunningham               |
| Mike Marshall           | Alan MacIntosh                 |
| Marie Dubois            | Juliette                       |
| Pierre Bertin           | Avi de Juliette                |
| Andrea Parisy           | Marie-Odile, monja             |
| Mary Marquet            | Mare Superior                  |
| Benno Sterzenbach       | Major Aschbach                 |
| Paul Préboist           | pescador                       |